# 巴勒斯坦民主联盟
巴勒斯坦民主联盟（阿拉伯语：‎，羅馬化：Al-Ittihad al-Dimuqrati al-Filastini），简称菲达（‎），是巴勒斯坦的一个小型左翼政党。1990年2月15日—3月3日，解放巴勒斯坦民主阵线中央委员会在阿尔及尔召开会议；期间，时任解放巴勒斯坦民主阵线副总书记的亚西尔·阿卜杜·拉博因在政治、思想和组织方面的分歧，宣布脱离该党。1991年9月，拉博及其追随者建立“解放巴勒斯坦民主阵线—革新和民主。1993年，该党改用现名，并抛弃解放巴勒斯坦民主阵线的马克思列宁主义纲领。该党奉行科学社会主义、世俗主义、进步主义，主张两国方案。该党是巴勒斯坦解放组织的成员。